# Hugh Montgomerie, XII conte di Eglinton
Hugh Montgomerie, XII conte di Eglinton (5 novembre 1739 – 14 dicembre 1819), è stato un nobile, politico e compositore scozzese.

## Biografia

### I primi anni
Era il figlio di Alexander Montgomerie e di sua moglie Lillias Montgomerie.

### Carriera
Designato Lord Montgomerie nel 1769, sedette come deputato per la circoscrizione elettorale di Ayrshire (1780-1796). Nello stesso anno divenne Lord luogotenente dell'Ayrshire, incarico che ricoprì sino alla propria morte. Nel 1798 succedette a suo cugino di terzo grado alla contea di Eglinton ed entrò nella Camera dei lord. Nel 1806 venne creato barone Ardrossan nella parìa del Regno Unito. Nel 1814 venne nominato Cavaliere dell'Ordine del Cardo.
Combatté nella guerra d'indipendenza americana. È stato un compositore dilettante e violoncellista.
Morì il 14 dicembre 1819, a all'età di 80 anni.

## Matrimonio e figli
Sposò, il 3 giugno 1772, Eleonor Hamilton, figlia di Robert Hamilton. Ebbero quattro figli:
- Lord Archibald Montgomerie (30 luglio 1773-4 gennaio 1814);
- Lord Roger Montgomerie (?-1799);
- Lady Jane Montgomerie (?-23 febbraio 1860), sposò Archibald Hamilton, non ebbero figli;
- Lady Lilias Montgomerie (?-10 settembre 1845), sposò in prime nozze R.D. Macqueen, sposò in seconde nozze Richard Alexander Oswald.